# Rudolf Schubert (Althistoriker)
Rudolf Julius Wilhelm Schubert (* 12. Juni 1844 in Grünheide, Kreis Insterburg (Ostpreußen); † 25. Februar 1924 in Königsberg) war ein deutscher Althistoriker.
Schubert studierte nach dem Besuch des Gymnasiums in Insterburg seit 1862 in Bonn, Königsberg und Berlin. Am 11. November 1868 wurde er an der Universität Königsberg promoviert. Seit dem Wintersemester 1879/80 lehrte er dort als außerordentlicher Professor, zuletzt als ordentlicher Honorarprofessor, Alte Geschichte.

## Veröffentlichungen (Auswahl)
- De Croeso et Solone fabula. Königsberg 1868 Digitalisat (= Dissertation)
- Geschichte der Könige von Lydien. Koebner, Breslau 1884 Digitalisat
- Geschichte des Agathokles. Koebner, Breslau 1887
- Herodots Darstellung der Cyrussage. Koebner, Breslau 1890
- Geschichte des Pyrrhus. Koch, Königsberg 1894
- Untersuchungen über die Quellen zur Geschichte Philipps II von Macedonien. Gräfe und Unzer, Königsberg 1904
- Die Quellen zur Geschichte der Diadochenzeit. Dieterich, Leipzig 1914
- Beiträge zur Kritik der Alexanderhistoriker. Dieterich, Leipzig 1922